# Hoštka
Hoštka (německy Gastorf) je město v okrese Litoměřice nedaleko Štětí. Město má celkem čtyři části (Malešov, Kochovice, Hoštka a Velešice), ve kterých žije celkem přibližně 1 800 obyvatel. Městem protéká potok Obrtka, který se vlévá do Labe.

## Název
Název města vychází ze zdrobněliny ženského jména Hoště, odvozeného od mužských tvarů Host, Hosta nebo Hošek, ve významu Hostova ves. Německý tvar Gastdorf vznikl mechanickým překladem. V historických pramenech se název města objevuje ve tvarech: de Hostky (1353–1356), Hostzka (1358), in Hosczka (1358, 1352–1399), Hossczka (1390), Hoszko (1421), zu Gastdorff (1423), „z hosstky mčka“ (1508), Hossťku (1541), „pře Hoštických“ (1543), „při městě Hosstcze“ (1603), „plat z mčka hossky“ (1608), „v témž mčku Hosscze“ (1608), Hosstka (1654), Gastorf a Hoska (1720) nebo Gastorf a česky Hoska (1833).

## Historie
První písemná zmínka o městě pochází z období 1353–1356, ale vzhledem ke stáří románského kostela svatého Otmara sídlo existovalo nejpozději ve druhé polovině třináctého století. Podle Josefa Žemličky je možné, že už na začátku třináctého století Hoštka byla trhovým centrem nižšího řádu (ve srovnání s Litoměřicemi).
Pravděpodobně v polovině čtrnáctého století se Hoštka stala městečkem a byla v ní založena tvrz. Okolo roku 1350 byla sídlem Půty z Hoštky. Po něm městečko vlastnil Mikuláš Srša z Hoštky a v šedesátých letech se stalo arcibiskupským majetkem. Získal ji nejspíše Jan Očko z Vlašimi, který rozšiřoval své roudnické panství.
Od roku 2001 je Hoštka členem dobrovolného svazku obcí Region Venkov, sdružujícím obce Drahobuz, Hoštka, Vrbice a Vrutice. 10. října 2006 byl obci vrácen status města.

## Obyvatelstvo
|                                                          | 1869  | 1880  | 1890  | 1900  | 1910  | 1921  | 1930  | 1950 | 1961 | 1970 | 1980 | 1991 | 2001 | 2011 |
| -------------------------------------------------------- | ----- | ----- | ----- | ----- | ----- | ----- | ----- | ---- | ---- | ---- | ---- | ---- | ---- | ---- |
| Obyvatelé                                                | 1 347 | 1 384 | 1 319 | 1 213 | 1 191 | 1 138 | 1 141 | 707  | 781  | 795  | 686  | 545  | 686  | 824  |
| Domy                                                     | 245   | 238   | 245   | 248   | 250   | 244   | 250   | 201  | 239  | 187  | 184  | 192  | 206  | 241  |
| Data z roku 1961 zahrnují i domy místní části Kochovice. |       |       |       |       |       |       |       |      |      |      |      |      |      |      |

## Místní části
- Hoštka (k. ú. Hoštka, dříve Hoštka u Roudnice nad Labem[11])
- Kochovice (k. ú. Kochovice)
- Malešov (k. ú. Malešov u Hoštky)
- Velešice (k. ú. Velešice u Hoštky)

## Doprava

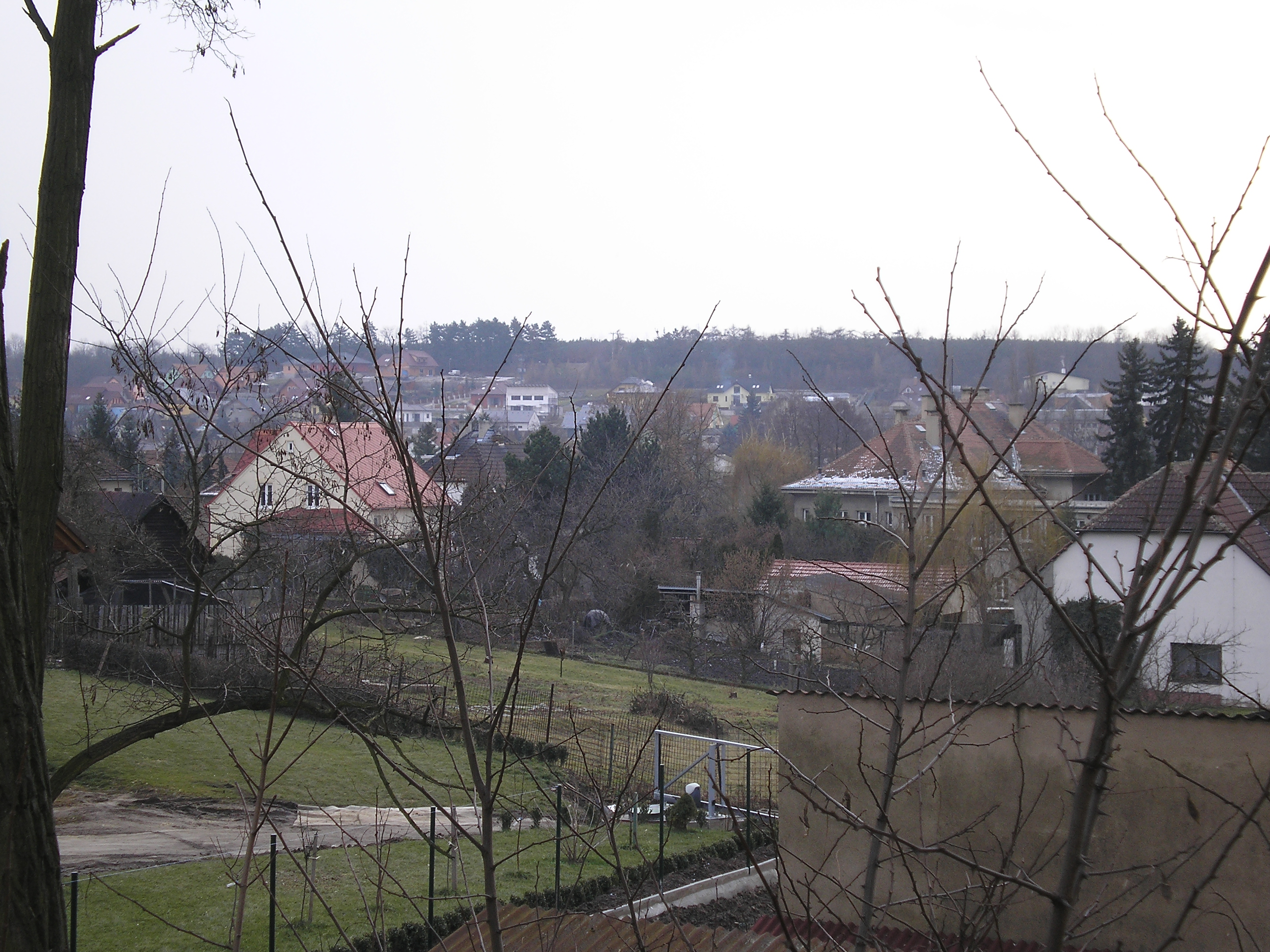
Pohled na Kochovice (protější kopec) a část Hoštky z nádraží

Městem prochází silnice II/261 Liběchov–Děčín a železniční trať Lysá nad Labem – Ústí nad Labem, na které je zřízena stanice Hoštka.

## Pamětihodnosti
- Kostel svatého Otmara
- Kostel Nanebevzetí Panny Marie
- Špitál (čp. 141)
- Sloup se sousoším Nejsvětější Trojice na Náměstí Svobody
- Socha svatého Jana Nepomuckého
- Pomník císaře Františka Josefa I. (bez památkové ochrany)